# Ratana Techamaneewat
Ratana Techamaneewat es una deportista tailandesa que compitió en tenis en silla de ruedas. Ganó una medalla de plata en los Juegos Paralímpicos de Atenas 2004 en el torneo de dobles.

## Palmarés internacional
| Juegos Paralímpicos | Juegos Paralímpicos | Juegos Paralímpicos | Juegos Paralímpicos |
| Año                 | Lugar               | Medalla             | Prueba              |
| ------------------- | ------------------- | ------------------- | ------------------- |
| 2004                | Atenas (Grecia)     | Medalla de plata    | Dobles              |